# Ahmed Ibn Foulaïta
 (août 2014).
Ahmed Ibn Foulaïta de son patronyme complet, Ahmed ibn Mohamed Ali Abou al-Abbas Chihab-Oddin ibn Foulaïta al-Hakami al-Yamani était un poète arabe.

## Biographie
Sa date de naissance est inconnue. On sait juste qu'il est mort en 1031.
Peu de détails sont connus de sa vie, sinon qu'il a vécu du temps du roi al-Moudjahid Ali ibn Dawoud.

## Œuvres
Il est l'auteur d'un diwan poétique intitulé Le marché des fruits et le plaisir de leur dégustation (Souk al-Fawakih oua nouzhati al-tafakih).
Il est également l'auteur du Guide de l'éveillé pour la fréquentation du bien-aimé (Rûchd al-labîb ila mû'acharati al-habîb), livre se composant de douze chapitres ayant pour sujet la vie sexuelle des hommes et des femmes des différentes dynasties musulmanes. Dans ce livre, il s'inspire en partie d'ouvrages érotologiques indiens. À son tour, il a inspiré la plupart des traités érotologiques arabes postérieurs.